# Domi et JD Beck
Domi et JD Beck, parfois écrit DOMi & JD BECK, forment depuis 2018 un duo de jazz, composé de la claviériste française Domi Louna et du batteur américain JD Beck.
Leur premier album Not Tight (en), sorti en 2022, est nommé pour deux Grammy Awards. Ils ont notamment joué avec Thundercat, Anderson .Paak, Herbie Hancock, Ariana Grande, Earl Sweatshirt ou encore Bruno Mars.

## Biographie
Domi Louna et JD Beck sont décrits comme des enfants prodiges,,.

### Domi Louna
Domi Louna, née Domitille Degalle, nait en France, selon les sources près de Nancy ou à Metz,. Ses parents sont passionnés de musique, et elle commence à jouer du piano, des claviers et de la batterie à 2 ou 3 ans,,. À cinq ans, elle commence à écrire de la musique et rentre (selon les sources) au Conservatoire de Strasbourg ou au conservatoire de Nancy, où elle travaille le jazz et la musique classique,.
Elle est ensuite reçue en même temps au Conservatoire de Paris et au Berklee College of Music à Boston. Cette dernière refuse finalement sa candidature en apprenant qu'elle n'a pas encore le bac. Berklee la recontacte finalement l'année suivante pour lui proposer une place ; Domi a alors 16 ans et ne parle pas anglais.
Les vidéos qu'elle poste sur les réseaux sociaux attirent l'attention de plusieurs musiciens de jazz ou de hip-hop, tels que Anderson .Paak, Louis Cole ou Thundercat, qui travailleront avec elle,.

### JD Beck
Trois ans plus jeune que Domi, JD Beck grandit près de Dallas au Texas. Il commence à prendre des cours de piano à 5 ans dans une petite école d'Allen, avant de passer à la batterie à 9 ans et de prendre des cours à School of Rock. L'année suivante, il commence à se produire sur scène, et reçoit de l'aide et des conseils de Cleon Edwards, membre du groupe d'Erykah Badu, de Robert Searight (en) de Snarky Puppy et du musicien de soul Jon Bap,. Il dit avoir principalement appris son instrument via Spotify, Instagram et TikTok.

### Carrière en duo
Domi et JD Beck se rencontrent une première fois en 2018 au NAMM Show, par l'intermédiaire de Robert Searight. Malgré le mauvais matériel (une petite batterie électronique et un mauvais clavier midi), le courant passe bien entre eux. Ils se retrouvent un mois plus tard à la fête d’anniversaire d'Erykah Badu. Ils commencent alors à jouer et composer ensemble. Le duo attire l'attention grâce aux vidéos qu'ils postent en ligne,,,.
À partir de 2019, on les voit accompagner des musiciens comme Thundercat ou Anderson .Paak, et tourner avec le groupe de rock progressif Chon. En novembre 2020, Domi et JD Beck jouent en concert aux côtés de Thundercat et Ariana Grande au festival en ligne d'Adult Swim. En 2021, Domi et JD Beck coécrivent la chanson de Bruno Mars et Anderson .Paak Skate (en).
Domi et JD Beck signent sur le label d'Anderson .Paak Apeshit, en partenariat avec Blue Note Records. Alors que Domi a 22 ans et Beck 19, leur premier single Smile sort en avril 2022, accompagné d'un clip mettant en scène Mac DeMarco,. Le 18 juillet 2022 July 18, 2022, le duo apparait dans Jimmy Kimmel Live! pour jouer leur single Take a Chance avec Anderson .Paak.
Le 29 juillet 2022, le duo sort son premier album Not Tight (en). On peut y entendre Thundercat, Mac DeMarco, Anderson .Paak, Herbie Hancock, Snoop Dogg, Busta Rhymes et Kurt Rosenwinkel. L'album est salué par la critique, avec une moyenne de 82 sur Metacritic. L'album est nommé pour deux Grammy Awards.
Le 29 juillet 2022, Domi et JD Beck sont invités aux Tiny Desk Concerts de NPR. Le 30 novembre 2022, ils jouent Two Shrimps avec Mac DeMarco lors de The Tonight Show Starring Jimmy Fallon.

## Récompenses

### Nominations
- 2023 : Grammy Award du meilleur nouvel artiste[16]
- 2023 : Grammy Award du meilleur album de jazz contemporain pour Not Tight (en)[16]

## Style
La musique de Domi et JD Beck est difficilement classable. On les range souvent dans le jazz, mais le duo hésite à s'approprier cette étiquette. Pour JD, Beck, leur ligne directrice est : « jouons tout ce qui est imaginable et essayons de faire quelque chose de bizarre ».
Leur musique est décrite comme virtuose et mélodique, parfois jouée avec une nonchalance un peu insolente mais ludique,. On y entend l'influence du funk, de la neo soul, du hip-hop engagé de J Dilla et Madlib, d'Aphex Twin ou encore des jingles d'écran de chargement de Nintendo,.
Leur style vestimentaire, issu des années 1980, faisant souvent référence à des personnages de bandes dessinées ou de jeux vidéo, en partie fourni par Anderson .Paak, est souvent commenté,.

« Parfois, venant de musiciens aussi virtuoses, on a l'impression d'une mise en scène ironique : les bruits de pet, les titres de chansons, leur façon de se saisir puis d'abandonner des idées, des genres, des signatures rythmiques, des mèmes. Peut-être est-ce exactement le genre de musique que l'on doit attendre de la part d'une génération qui a grandi non seulement avec l'accès à l'intégralité de l'histoire de la musique enregistrée […], mais aussi avec tout ce qui entoure la musique ; comment la jouer, pourquoi ça marche, ce qui est cliché et qui est neuf. Leur musique est à la fois radicalement sophistiquée  et pleine de blagues, une combinaison que l'on retrouve chez les grands noms du jazz du XXe siècle aussi bien que chez ados ultra-connectés du XXIe siècle. »

— Ryan Bradley, The New York Times, 10 mars 2021.

## Discographie
- 2022 : Not Tight (en) (Apeshit/Blue Note)